# Келсі Баллеріні
Келсі Баллеріні (англ. Kelsey Ballarini; 12 вересня 1993, Ноксвілл) — американська кантрі-співачка, авторка-виконавиця. Лауреатка премії ACM Awards в категорії «Краща нова кантрі-співачка».

## Життєпис
Народилася 12 вересня 1993 року в США (Mascot, Tennessee) і виросла в Ноксвіллі. Її батько програміст на кантрі-радіо і частково італієць за походженням. Мати працювала в маркетингу у видавничій компанії Thomas Nelson Bible publishing і в спонсорській компанії. З 3 до 13 років Келсі навчалася танцям, співала в церковному і шкільному хорах. Першу пісню склала в 12 років для своєї матері і через три роки переїхала в Нашвілл. Навчалася в Lipscomb University.
2 грудня 2017 року одружилася з кантрі-співаком Морганом Евансом, з яким зустрічалася 21 місяць.

## Музична кар'єра
4 липня 2015 року її сингл «Love Me Like You Mean It» досяг першого місця в радіоетерному хіт-параді Billboard Country Airplay chart, зробивши Баллеріні першою сольною кантрі-співачкою відразу ж зі своїм дебютним синглом, який досяг вершини чарту вперше після Керрі Андервуд (2006, «Jesus, Take the Wheel») і лише 11-й в історії. Баллеріні також стала лише 5-ю в історії сольною кантрі-співачкою з двома поспіль дебютними синглами, що стали чарттопперами («Dibs») в радіоефирному хіт-параді Country Airplay chart. Вона стала першою співачкою, яка зробила це вперше після Jamie O Neal, що досягла цього піку в 2001 році. Третій сингл з альбому «Peter Pan» вийшов на кантрі-радіо 21 березня 2016 року і досяг першого місця у двох кантрі-чартах, і в Country Airplay і в Hot Country Songs у вересні 2016, зробивши виконавицю першою сольною кантрі-співачкою в цих двох кантрі-чартах одночасно. Це досягнення зробило Баллеріні першою сольною виконавицею, що має три перших сингли на 1 позиції після такої кантрі-зірки як Вайнони Джад (1992).

## Дискографія

### Студійні альбоми
The First Time (№ 4 в US Country, 2015)
Unapologetically (№ 7 в Billboard Country Charts)

### Сингли
| Рік                         | Сингл                      | Найвища позиція в чарті | Найвища позиція в чарті | Найвища позиція в чарті | Найвища позиція в чарті | Найвища позиція в чарті | Сертификації    | Продажі        | Альбом           |
| Рік                         | Сингл                      | US Country              | US Country Airplay      | US                      | CAN Country             | CAN                     | Сертификації    | Продажі        | Альбом           |
| --------------------------- | -------------------------- | ----------------------- | ----------------------- | ----------------------- | ----------------------- | ----------------------- | --------------- | -------------- | ---------------- |
| 2014                        | «Love Me Like You Mean It» | 5                       | 1                       | 45                      | 3                       | 61                      | - US: Platinum  | - США: 596,000 | The First Time   |
| 2015                        | «Dibs»                     | 7                       | 1                       | 58                      | 8                       | 96                      | - США: Platinum | - США: 457,000 | The First Time   |
| 2016                        | «Peter Pan»A               | 1                       | 1                       | 35                      | 4                       | 75                      | - США: Platinum | - США: 672,000 | The First Time   |
| 2016                        | «Yeah Boy»                 | 9                       | 3                       | 65                      | 2                       | —                       | —               | - США:195,000  | The First Time   |
| 2017                        | «Legends»                  | 10                      | 1                       | 68                      | 3                       | —                       | —               | - США: 171,000 | Unapologetically |
| 2018                        | «I Hate Love Songs»        | 28                      | 26                      | —                       | —                       | —                       | —               | - США: 94,000  | Unapologetically |
| 2018                        | «Miss Me More»             | 28                      | 39                      | —                       | —                       | —                       |                 |                | Unapologetically |
| "—" не брав участі в чарті. |                            |                         |                         |                         |                         |                         |                 |                |                  |

## Нагороди та номінації
| Рік  | Церемонія                        | Категорія/ Номінована работа                                                                                                   | Результат | Прим.  |
| ---- | -------------------------------- | --- | --------- | ------ |
| 2015 | CMT Music Awards                 | Breakthrough Video of the Year «Love Me Like You Mean It»                                                                      | Номінація | [ 23 ] |
| 2015 | Country Music Association Awards | Female Vocalist of the Year | Номінація | [ 24 ] |
| 2015 | Country Music Association Awards | New Artist of the Year | Номінація | [ 24 ] |
| 2015 | American Music Awards            | Favorite Country Female Artist                                                                                                 | Номінація | [ 25 ] |
| 2015 | Billboard́s Women in Music        | Rising Star | Перемога  | [ 25 ] |
| 2016 | ACM Awards                       | New Female Vocalist of the Year                                                                                                | Перемога  | [ 1 ]  |
| 2016 | ACM Awards                       | Female Vocalist of the Year | Номінація | [ 26 ] |
| 2016 | Teen Choice Awards               | Choice Music: Country Artist                                                                                                   | Номінація | [ 27 ] |
| 2016 | Teen Choice Awards               | Choice Music: Country Song «Peter Pan»                                                                                         | Номінація | [ 28 ] |
| 2016 | Country Music Association Awards | Female Vocalist of the Year | Номінація | [ 29 ] |
| 2016 | Country Music Association Awards | New Artist of the Year | Номінація | [ 29 ] |
| 2016 | American Music Awards            | Favorite Country Female Artist                                                                                                 | Номінація | [ 30 ] |
| 2017 | People's Choice Awards           | Favorite Country Female Artist                                                                                                 | Номінація | [ 31 ] |
| 2017 | Grammy Awards                    | Best New Artist | Номінація | [ 32 ] |
| 2017 | Radio Disney Music Awards        | Breakout Artist Of The Year | Номінація |        |
| 2017 | Radio Disney Music Awards        | Country Favorite Artist | Перемога  |        |
| 2017 | Radio Disney Music Awards        | Country Favorite Song «Peter Pan»                                                                                              | Перемога  | [ 33 ] |
| 2017 | Radio Disney Music Awards        | Best Crush Song «Yeah Boy» | Номінація | [ 33 ] |
| 2017 | Kids' Choice Awards              | Favorite New Artist | Номінація | [ 34 ] |
| 2017 | iHeartRadio Music Awards         | Best New Artist | Номінація | [ 35 ] |
| 2017 | iHeartRadio Music Awards         | Best New Country Artist | Перемога  | [ 35 ] |
| 2017 | ACM Awards                       | Female Vocalist of the Year | Номінація | [ 1 ]  |
| 2017 | ACM Awards                       | Video of the Year «Peter Pan»                                                                                                  | Номінація | [ 1 ]  |
| 2017 | CMT Music Awards                 | Video of the Year «Peter Pan»                                                                                                  | Номінація | [ 36 ] |
| 2017 | CMT Music Awards                 | Female Video of the Year «Peter Pan»                                                                                           | Номінація | [ 36 ] |
| 2017 | CMT Music Awards                 | CMT Performance of the Year «You're Still the One/Any Man of Mine/Man! I Feel Like a Woman!» with (Meghan Trainor, Jill Scott) | Номінація | [ 36 ] |
| 2017 | Academy of Country Music Awards  | Gene Weed Milestone Award | Перемога  | [ 37 ] |
| 2017 | Teen Choice Awards               | Choice Country Artist | Номінація | [ 38 ] |
| 2018 | ACM Awards                       | Female Vocalist of the Year | Номінація | [ 39 ] |
| 2018 | ACM Awards                       | Video of the Year «Legends» | Номінація | [ 39 ] |
| 2018 | Billboard Music Awards           | Top Female Country Artist | Номінація | [ 40 ] |